# Acrylonitrile butadiène styrène
Pour les articles homonymes, voir ABS (homonymie).
L'acrylonitrile butadiène styrène ou ABS est un polymère thermoplastique présentant une bonne tenue aux chocs, relativement rigide, léger et pouvant être moulé. Il appartient à la famille des polymères styréniques.

## Description
Le matériau ABS est biphasé (structure complexe), fabriqué en mélangeant un copolymère styrène-acrylonitrile (SAN, issu de styrène et d'acrylonitrile) avec un matériau élastomère à base de polybutadiène (du polystyrène où du SAN a été greffé sur le tronc de polybutadiène). Les nodules (phase en îlots) de la structure élastomère sont noyés dans la matrice. La phase élastomère apporte de la résistance aux chocs et de la souplesse.
Il se recycle facilement par étuvage et peut se combiner avec les autres composés styréniques (PS, SB, SAN).
Pour améliorer sa tenue thermique, un 4e comonomère (l'α-méthylstyrène) peut être incorporé. On parle alors d'« ABS Chaleur ».
Ce terpolymère montre une bonne résistance aux chocs jusqu'à −40 °C, meilleure que celle du SAN. Il est opaque du fait de l'influence du butadiène. La résistance chimique est semblable à celle d'un SAN ou d'un VSR.
En raison de ses bonnes qualités d'aspect de surface, de sa stabilité dimensionnelle et de son aptitude à la décoration (il est facile de le colorer), l'ABS est beaucoup utilisé pour des applications de capotage dans des secteurs tels que l'électroménager, la téléphonie, le matériel informatique et le jouet.
Il existe un grade spécial : l'ABS métallisable. La métallisation par galvanisation est répandue. Il faut d'abord rendre la pièce conductrice par dépôt, à partir d'une solution colloïdale, d'une couche métallique. L'ABS est préalablement traité dans un bain d'acide chromique.
Il existe un mélange ABS/PC.

## Utilisations

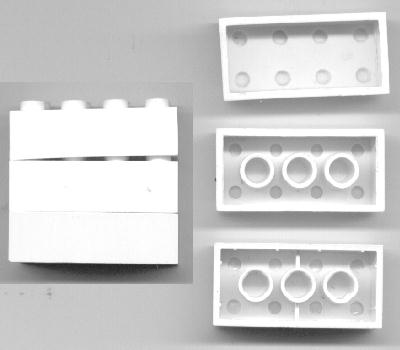
Briques de base Lego. La première, datant d'avant 1958, est en acétate de cellulose, les deux autres en ABS.

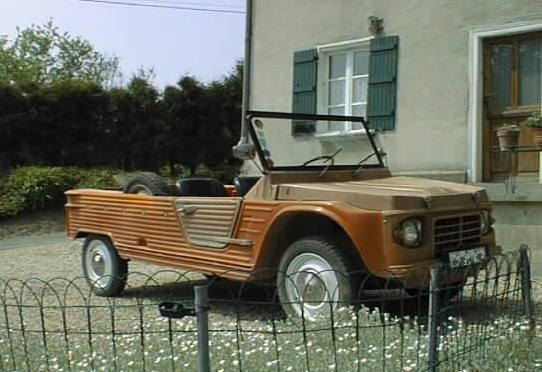
La carrosserie en ABS de la Méhari.

C'est surtout le matériau privilégié pour les appareils électroménagers. Les carters d'aspirateurs et les corps de cafetières sont souvent en ABS. Dans ce cas, il s'agit le plus souvent de pièces injectées.
Sous forme de fil, il est utilisé dans les imprimantes 3D.
Le fabricant de jouets danois Lego l'utilise pour fabriquer ses briques de construction. C'est une des particularités qui leur confèrent d'ailleurs leur qualité.
L'ABS est également utilisé dans les industries nautiques pour la fabrication de petites embarcations légères de type annexes en raison de sa légèreté, rapidité de construction et par collage de deux feuilles thermoformées garnies de mousse au milieu, ce qui permet de réaliser une embarcation totalement insubmersible (exemple des célèbres Sportyak 1 et 2 présents dans les ports de plaisance).
L'ABS, en raison de ses propriétés anti-chocs et de son aspect brut, est la base de nombreuses répliques d'armes : fabrication de corps ou de crosses des diverses répliques d'airsoft.
Dans le domaine de l'automobile, la carrosserie de la Citroën Méhari, une voiture dérivée de la Dyane, est réalisée en ABS teinté dans la masse, et obtenue par thermoformage, un procédé similaire à l'emboutissage des tôles. Elle nécessite un entretien particulier pour résister au temps. Altéré par le soleil d'été, le matériau devient cassant en hiver. Encore de nos jours, le plastique en ABS est utilisé pour faire des carrosseries entières (voitures sans permis), et des habillages et carénages de motos ou caravanes (coffres et pare-chocs).
L'ABS est également utilisé pour la construction des calottes externes de casques de moto. Avec un prix plancher et une bonne résistance aux chocs, c'est le matériau privilégié pour l'entrée de gamme. En revanche, c'est un matériau plutôt lourd qui est remplacé par des plastiques armés pour des casques haut de gamme.
L'ABS est également utilisé dans la fabrication de sex toys, comme alternative au PVC.

## Jaunissement des plastiques ABS
Exposés aux rayons ultraviolets, certains plastiques ABS contenant des agents ignifuges bromés ont tendance à jaunir, comme ceux utilisés pour les Super Nintendo ou les micro-ordinateurs Apple II. Une équipe a développé une formule, le Retr0bright (en), à base d'eau oxygénée à 10 % et de TAED (contenu dans des détergents à l'« oxygène actif »), permettant de redonner à l'ABS jauni une nouvelle jeunesse, en utilisant une réaction d'oxydoréduction.